# Conopsia
Conopsia is een geslacht van vlinders uit de familie wespvlinders (Sesiidae), onderfamilie Tinthiinae.
Conopsia is voor het eerst wetenschappelijk beschreven door Strand in 1913. De typesoort is Conopsia terminiflava.

## Soorten
Conopsia omvat de volgende soorten:
- Conopsia bicolor (Le Cerf, 1917)
- Conopsia flavimacula Kallies, 2000
- Conopsia lambornella (Durrant, 1914)
- Conopsia phoenosoma (Meyrick, 1930)
- Conopsia terminiflava Strand, 1913